# 小行星5636
小行星5636（英語：5636 Jacobson）是一颗围绕太阳公转的小行星。1985年8月22日，愛德華·鮑威爾在可可尼诺县发现了此天体。
这颗小行星的绝对星等为193.7437093292706等。